# Якубівка (Чернігівський район)
Яку́бівка — село в Україні, у Гончарівській селищній громаді Чернігівського району Чернігівської області. Населення становить 71 осіб. Орган місцевого самоврядування — Гончарівська селищна рада.
У 1781 р. хутір сотника Тризни з 6 хат. 1859 р.- 20 дворів. За переписом 1897 р.-30 дворів, 195 жителів при р. Вереп . У 1924 р.-48 дворів і 326 жителів.

## Населення

### Мова
Розподіл населення за рідною мовою за даними перепису 2001 року:
| Мова       | Кількість | Відсоток |
| ---------- | --------- | -------- |
| українська | 71        | 100%     |